# هل دایورز ۲
هل دایورز ۲ (انگلیسی: Helldivers 2) یک بازی تیراندازی سوم شخص همکاری است که در سال ۲۰۲۴ توسط استودیوی آروهد گیمز توسعه یافته و توسط سونی اینتراکتیو انترتینمنت برای کنسول پلی‌استیشن ۵ و ویندوز منتشر شده است. این بازی دنباله مستقیم هل‌دایورز، یک بازی تیراندازی از نمای بالا که در سال ۲۰۱۵ منتشر شد، می‌باشد.
هل‌دایورز ۲ در ۸ فوریه ۲۰۲۴ منتشر شد و نقدهای مثبتی از منتقدان دریافت کرد. این بازی در مدت سه ماه پس از انتشار، بیش از ۱۲ میلیون نسخه فروخت و به پرفروش‌ترین عنوان پلی‌استیشن در تمام دوران و همچنین موفق‌ترین عنوان سونی در پلتفرم ویندوز تبدیل شد.

## گیم پلی
هل‌دایورز ۲ یک بازی تیراندازی است که عمدتاً از دید سوم شخص بازی می‌شود، اما بازیکنان می‌توانند هنگام استفاده از برخی سلاح‌ها به دید اول شخص هم تغییر دهند. 

### عناصر اصلی بازی:
- بازیکنان در نقش نیروهای نخبه "هل‌دایور" از فضاپیمای خود به سیارات دشمن فرود می‌آیند
- بازی شامل "عملیات‌ها" است که در مراحل تصادفی تولید شده انجام می‌شوند
- سطوح سختی از ۱ تا ۱۰ (سوپر هل‌دایو) متغیر است
- قابلیت بازی تا ۴ نفره به صورت همکاری آنلاین
- آتش دوستانه همیشه فعال است
- امکان کراس‌پلی بین PS5 و PC

### مکانیک‌های مهم:
- استفاده از "استراتژم‌ها" (تجهیزات ویژه که با وارد کردن ترکیبی از دکمه‌ها فراخوانی می‌شوند)
- سیستم پیشرفت با جمع‌آوری تجربه و ارز درون‌بازی
- سیستم "Warbonds" (نوعی battle pass) که هرگز منقضی نمی‌شود
- جمع‌آوری نمونه‌ها برای ارتقای ماژول‌های کشتی
- مشارکت در "دستورات اصلی" که بر روند جنگ کهکشانی دوم تأثیر می‌گذارد

بازی ترکیبی از عناصر تیراندازی، بقا و همکاری تیمی است که تأکید زیادی بر هماهنگی تیمی و استفاده استراتژیک از منابع دارد.

## داستان
هل‌دایورز ۲ یک قرن پس از پیروزی "سوپر ارث و دموکراسی" (که خود را یک دموکراسی مدیریت‌شده توصیف می‌کند) بر سایبورگ‌ها، حشرات و ایلومینیت‌ها در رویدادهای بازی اول روی می‌دهد. در این زمان کشف می‌شود که خون ترمینیدها حاوی منبعی منحصر به فرد و بسیار ارزشمند به نام E-710 است (که اکنون موتورهای سوپر دسترویر را نیز تأمین می‌کند). مزارع پرورش در دنیاهای مستعمره انسان‌ها تأسیس می‌شوند، اما در نهایت محدودیت‌ها نقض شده و باعث آزاد شدن آنها و ایجاد هرج و مرج و ویرانی می‌شود. همزمان، تهدیدی جدید به شکل اتوماتون‌ها (ارتشی مکانیکی که قصد نابودی بشریت را دارد) ظهور می‌کند.
بازی با یک ویدیوی استخدام برای هل‌دایورها آغاز می‌شود که نیروهای نخبه‌ای هستند که از مدار برای بازپس‌گیری سیارات مستعمره فرود می‌آیند. بازیکنان جدید یک دوره آموزشی کوتاه را در مریخ می‌گذرانند، به یک هل‌دایور کامل تبدیل می‌شوند و برای خدمه سوپر دسترویر خود به فضا اعزام می‌شوند تا در جنگ کهکشانی دوم که در جریان است، بجنگند. روایت محیطی در سراسر بازی رایج است و بازیکنان می‌توانند در طول بازی گزارش‌ها، یادداشت‌ها و پیام‌های تبلیغاتی مختلفی را پیدا کنند.

## نقد و بررسی
بر اساس وب‌سایت متاکریتیک که نقدها را جمع‌آوری می‌کند، هل‌دایورز ۲ نقدهای "عموماً مثبت" از منتقدان دریافت کرد.
در زمان انتشار، بازی با هجوم گسترده بازیکنان مواجه شد که منجر به مشکلات گسترده در سرورها و ورود به بازی در دو هفته اول انتشار شد. تا هفته سوم انتشار، طبق گفته وسلی یین-پول از IGN، ظرفیت همزمان بازیکنان به "رقم چشمگیر ۷۰۰,۰۰۰ کاربر" افزایش یافت.
آرون بین از پوش اسکوئر بازی را "یک تجربه پرهیاهو با برترین گیم‌پلی تیراندازی در نوع خود" و "تجربه‌ای واقعاً حماسی و اغلب سینمایی، همراه با یکی از بهترین گیم‌پلی‌های همکاری موجود" توصیف کرد. با این حال، او بازی را به خاطر مشکلات سرور و کرش‌هایی که بازیکنان پس از انتشار تجربه کردند، مورد انتقاد قرار داد.
هل‌دایورز ۲ به طور مثبتی با فیلم علمی-تخیلی جنگاوران اخترناو مقایسه شده است؛ هر دو اثر که متعلق به سونی هستند، کمدی‌های هجوآمیز با محوریت یک رژیم نظامی در حال نبرد با نژادی از حشرات غول‌پیکر هستند. محبوبیت هل‌دایورز ۲ همچنین باعث افزایش مجدد علاقه به جنگاوران اخترناو شده است.

### جوایز و افتخارات
| Year | Ceremony            | Category                            | Result    | Ref.         |
| ---- | ------------------- | ----------------------------------- | --------- | ------------ |
| 2024 | جوایز گلدن جوی‌استیک | بازی سال نهایی                      | نامزدشده  | [ ۹ ] [ ۱۰ ] |
| 2024 | جوایز گلدن جوی‌استیک | بهترین بازی چندنفره                 | برنده     | [ ۹ ] [ ۱۰ ] |
| 2024 | جوایز گلدن جوی‌استیک | بازی سال در کنسول                   | برنده     | [ ۹ ] [ ۱۰ ] |
| 2024 | جوایز گلدن جوی‌استیک | بهترین تریلر بازی (تریلر زمان عرضه) | برنده     | [ ۹ ] [ ۱۰ ] |
| 2024 | جوایز گلدن جوی‌استیک | انتخاب منتقدان                      | برنده     | [ ۹ ] [ ۱۰ ] |
| 2024 | گیم آواردز ۲۰۲۴     | بهترین بازی در حال پشتیبانی         | در انتظار | [ ۱۱ ]       |
| 2024 | گیم آواردز ۲۰۲۴     | بهترین بازی با پشتیبانی جمعی        | در انتظار | [ ۱۱ ]       |
| 2024 | گیم آواردز ۲۰۲۴     | بهترین بازی اکشن                    | در انتظار | [ ۱۱ ]       |
| 2024 | گیم آواردز ۲۰۲۴     | بهتری بازی چند نفره                 | در انتظار | [ ۱۱ ]       |